# Юношеский чемпионат мира по шахматам

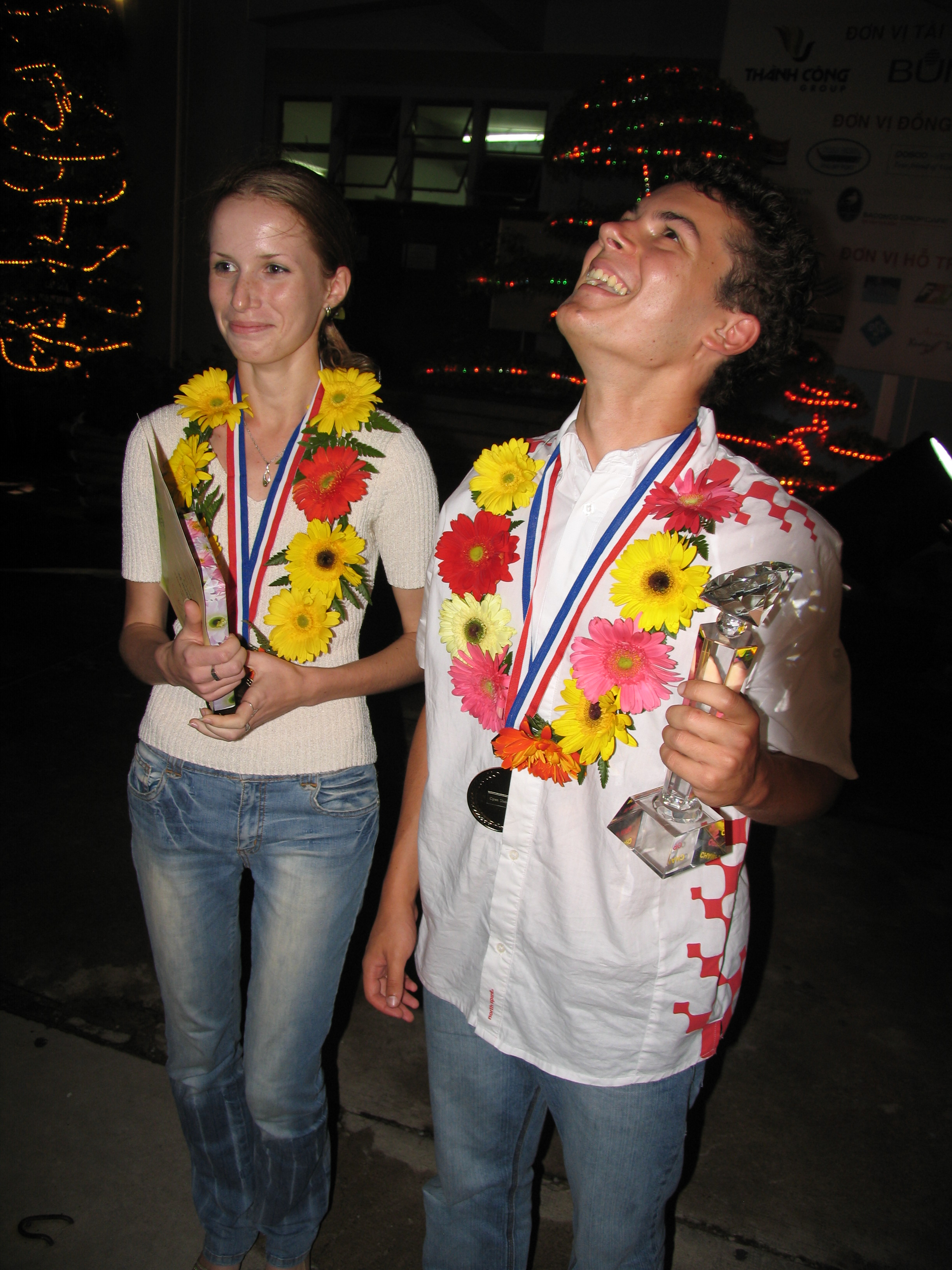
Иван Шарич и Валентина Голубенко победители в категории до 18 лет в 2008 году

Юношеский чемпионат мира по шахматам (англ. World Youth Chess Championship) — крупнейшее детское соревнование по шахматам, в котором принимают участие девочки и мальчики в возрастных категориях до 8, 10 и 12 лет, а также юноши и девушки в возрастных категориях до 14, 16 и 18 лет.
Предшественником Юношеского чемпионата был Чемпионат кадетов. Он стартовал во Франции в 1974 году для игроков до 18 лет. В 1975 и 1976 годах также проходили соревнования в категории до 18 лет. В 1976 году в Чемпионате принимали участие и очень юные участники, как, например, Гарри Каспаров, так и участники старше 18 лет, но моложе 19-ти. В 1977 году турнир был зарегистрирован в ФИДЕ как Чемпионат мира среди кадетов (до 17 лет).
В 1981 году возрастной предел был снижен до 16 лет, по состоянию на начало года, в котором проходил турнир. Также в этом году впервые было проведено отдельное соревнование среди девушек.
В 1979 году, в Международный год ребёнка, впервые прошёл Детский Кубок мира в категории до 14 лет. Он проводился четыре раза: в 1979, 1980, 1981 и 1984 годах. В 1985 году он был включён в первую редакцию турнира «Всемирный юношеский шахматный фестиваль за мир». Впоследствии в него были добавлены категории до 10, до 12 и до 18 лет. В 1987 году Фестиваль включал в себя категории до 10, до 12, до 16 и до 18 лет. При этом турнир в категории до 16 лет проходил отдельно. В 1988 году фестиваль включал в себя категории до 16 и до 18 лет, но соревнования проходили отдельно. Так было до 1989 года, когда в Фестиваль были включены все пять возрастных категорий. Позже, категории до 16 и до 18 лет иногда играли отдельно от остальных категорий, как это было в 1990, 1991, 1995 и 1997 годах.
В 1997 годы название турнира было изменено на «Юношеский чемпионат мира по шахматам».
Возрастная категория до 8 лет была впервые представлена на Чемпионате 2006 года.

## Победители в категории до 18 лет
| Год  | Место проведения           | Юноши                                       | Девушки                          |
| ---- | -------------------------- | ------------------------------------------- | -------------------------------- |
| 1987 | Сан Хуан (Пуэрто-Рико)     | Густаво Эрнандес (Доминиканская Республика) | Хульда Фигероа (Пуэрто-Рико)     |
| 1988 | Агуадилья (Пуэрто-Рико)    | Майкл Хэннигэн (Англия)                     | Амелия Эрнандес (Венесуэла)      |
| 1989 | Агуадилья (Пуэрто-Рико)    | Владимир Акопян (СССР)                      | Катрин Аладьёва (Болгария)       |
| 1990 | Сингапур (Сингапур)        | Сергей Тивяков (СССР)                       | Елена Раду-Косма (Румыния)       |
| 1991 | Гуарапуава (Бразилия)      | Владимир Крамник (СССР)                     | Наташа Стрижак (Югославия)       |
| 1992 | Дуйсбург (Германия)        | Константин Сакаев (Россия)                  | Илаха Кадымова (Азербайджан)     |
| 1993 | Братислава (Словакия)      | Золтан Алмаши (Венгрия)                     | Илаха Кадымова (Азербайджан)     |
| 1994 | Сегед (Венгрия)            | Пётр Свидлер (Россия)                       | Инна Гапоненко (Украина)         |
| 1995 | Гуарапуава (Бразилия)      | Роберт Кемпиньский (Польша)                 | Корина Пептан (Румыния)          |
| 1996 | Кала-Галдана (Менорка)     | Рафаэл Лейтан (Бразилия)                    | Марта Зелинская (Польша)         |
| 1997 | Ереван (Армения)           | Руслан Пономарёв (Украина)                  | Русудан Голетиани (Грузия)       |
| 1998 | Оропеса дель Мар (Испания) | Николас Перт (Англия)                       | Рут Шелдон (Англия)              |
| 1999 | Оропеса дель Мар (Испания) | Дмитрий Кокарев (Россия)                    | Рамасвами Аарти (Индия)          |
| 2000 | Оропеса дель Мар (Испания) | Франсиско Вальехо (Испания)                 | Зейнаб Мамедъярова (Азербайджан) |
| 2001 | Оропеса дель Мар (Испания) | Дмитрий Яковенко (Россия)                   | Софио Гветадзе (Грузия)          |
| 2002 | Гераклион (Греция)         | Ференц Беркеш (Венгрия)                     | Элизабет Петц (Германия)         |
| 2003 | Халкидики (Греция)         | Шахрияр Мамедьяров (Азербайджан)            | Нана Дзагнидзе (Грузия)          |
| 2004 | Гераклион (Греция)         | Радослав Войташек (Польша)                  | Йоланта Завадская (Польша)       |
| 2005 | Бельфор (Франция)          | Ильдар Хайруллин (Россия)                   | Мака Пурцеладзе (Грузия)         |
| 2006 | Батуми (Грузия)            | Арик Браун (Германия)                       | Харика Дронавалли (Индия)        |
| 2007 | Кемер/Анталья (Турция)     | Иван Попов (Россия)                         | Валентина Гунина (Россия)        |
| 2008 | Вунгтау (Вьетнам)          | Иван Шарич (Хорватия)                       | Валентина Голубенко (Хорватия)   |
| 2009 | Анталья (Турция)           | Максим Матлаков (Россия)                    | Ольга Гиря (Россия)              |
| 2010 | Порто Каррас (Греция)      | Стивен Зирк (США)                           | Нармин Кязимова (Азербайджан)    |
| 2011 | Калдас-Новас (Бразилия)    | Самвел Тер-Саакян (Армения)                 | Мери Арабидзе (Грузия)           |
| 2012 | Марибор (Словения)         | Дариуш Сверч (Польша)                       | Александра Горячкина (Россия)    |
| 2013 | Эль-Айн (ОАЭ)              | Пуйя Идани (Иран)                           | Лидия Томникова (Россия)         |
| 2014 | Дурбан (ЮАР)               | Александр Бортник (Украина)                 | Динара Садуакасова (Казахстан)   |
| 2015 | Порто Каррас (Греция)      | Масуд Мосадехпур (Иран)[1]                  | М. Махалакшми (Индия)[1]         |
| 2016 | Ханты-Мансийск (Россия)    | Мануэль Петросян (Армения)[2]               | Ставрула Цолакиду (Греция)[2]    |
| 2017 | Монтевидео (Уругвай)       | Хосе Эдуардо Мартинес (Перу)                | Лаура Унук (Словения)[3]         |
| 2018 | Халкидики (Греция)         | Виктор Гажик (Словакия)                     | Полина Шувалова (Россия)         |
| 2019 | Мумбаи (Индия)             | Рамешбабу Прагнанандха (Индия)              | Полина Шувалова (Россия)         |
| 2020 | Онлайн                     | Нихал Сарин (Индия)                         | Карисса Йип (США)                |
| 2021 | Онлайн                     | Николас Спиропулос (Греция)                 | Говхар Бейдуллаева (Азербайджан) |
| 2022 | Мамая (Румыния)            | Шон Родриге-Лемьё (Канада)                  | Мариам Мкртчян (Армения)         |

## Победители турниров Кадетов и в категории до 16 лет

### Неофициальная категория до 18 лет (Кадеты)
| Год  | Место проведения           | Юноши                    |
| ---- | -------------------------- | ------------------------ |
| 1974 | Пон-Сент-Максанс (Франция) | Джонатан Местел (Англия) |
| 1975 | Крей (Франция)             | Дейвид Гудмен (Англия)   |
| 1976 | Ваттини (Франция)          | Нир Гринберг (Израиль)   |

### Категория до 17 лет
| Year | Location                  | Boys                        |
| ---- | ------------------------- | --------------------------- |
| 1977 | Кань-сюр-Мер (Франция)    | Йоун Арнасон (Исландия)     |
| 1978 | Сас-ван-Гент (Нидерланды) | Пол Мотвани (Шотландия)     |
| 1979 | Бельфор (Франция)         | Марсело Темпоне (Аргентина) |
| 1980 | Гавр (Франция)            | Валерий Салов (СССР)        |

### Категория до 16 лет
| Год  | Место проведения            | Юноши                                  | Девушки                                         |
| ---- | --------------------------- | -------------------------------------- | ----------------------------------------------- |
| 1981 | Эмбасль (Аргентина)         | Стюарт Конквест (Англия)               | Сьюзен Полгар (Венгрия)                         |
| 1982 | Гуаякиль (Эквадор)          | Евгений Бареев (СССР)                  | не состоялся                                    |
| 1983 | Букараманга (Колумбия)      | Алексей Дреев (СССР)                   | не состоялся                                    |
| 1984 | Шампиньи сюр Марн (Франция) | Алексей Дреев (СССР)                   | Ильдико Мадл (Венгрия)                          |
| 1985 | Петах Тиква (Израиль)       | Эдуардо Рохас Сепулведа (Чили)         | Мирьяна Марич (Югославия)                       |
| 1986 | Рио Гальегос (Аргентина)    | Владимир Акопян (СССР)                 | Катрин Аладьёва (Болгария)                      |
| 1987 | Инсбрук (Австрия)           | Ханнес Стефанссон (Исландия)           | Алиса Галлямова (СССР)                          |
| 1988 | Тимишоара (Румыния)         | Алексей Широв (СССР)                   | Алиса Галлямова (СССР)                          |
| 1989 | Агуадилья (Пуэрто-Рико)     | Сергей Тивяков (СССР)                  | Кристина Домбровская (Польша)                   |
| 1990 | Сингапур (Сингапур)         | Константин Сакаев (СССР)               | Теа Ланчава (СССР)                              |
| 1991 | Гуарапуава (Бразилия)       | Даршан Кумаран (Англия)                | Нино Хурцидзе (СССР)                            |
| 1992 | Дуйсбург (Германия)         | Ронен Хар-Цви (Израиль)                | Эльмира Скрипченко (Молдавия)                   |
| 1993 | Братислава (Словакия)       | Дао Тхьен Хай (Вьетнам)                | Элина Даниелян (Армения)                        |
| 1994 | Сегед (Венгрия)             | Петер Леко (Венгрия)                   | Наталья Жукова (Украина)                        |
| 1995 | Гуарапуава (Бразилия)       | Хрвое Стевич (Хорватия)                | Русудан Голетиани (Грузия)                      |
| 1996 | Кала-Галдана (Менорка)      | Алик Гершон (Израиль)                  | Анна Зозуля (Украина)                           |
| 1997 | Ереван (Армения)            | Левенте Вайда (Румыния)                | Сюй Юаньюань (Китай)                            |
| 1998 | Оропеса дель Мар (Испания)  | Ибрагим Хамракулов (Узбекистан)        | Ван Юй (Китай)                                  |
| 1999 | Оропеса дель Мар (Испания)  | Леонид Криц (Германия)                 | Сопико Хухашвили (Грузия)                       |
| 2000 | Оропеса дель Мар (Испания)  | Звиад Изория (Грузия)                  | Сопико Хухашвили (Грузия)                       |
| 2001 | Оропеса дель Мар (Испания)  | Константин Шанава (Грузия)             | Нана Дзагнидзе (Грузия)                         |
| 2002 | Гераклион (Греция)          | Леван Панцулая (Грузия)                | Тамара Чистякова (Россия)                       |
| 2003 | Халкидики (Греция)          | Борки Предоевич (Босния и Герцеговина) | Полина Малышева (Россия)                        |
| 2004 | Гераклион (Греция)          | Максим Родштейн (Израиль)              | Бела Хотенашвили (Грузия)                       |
| 2005 | Бельфор (Франция)           | Александр Лендерман (США)              | Анна Музычук (Словения)                         |
| 2006 | Батуми (Грузия)             | Яцек Томчак (Польша)                   | Софико Гурамишвили (Грузия)                     |
| 2007 | Кемер/Анталья (Турция)      | Йоан-Кристьян Кирилэ (Румыния)         | Кети Цацалашвили (Грузия)                       |
| 2008 | Вунгтау (Вьетнам)           | Башкаран Адхибан (Индия)               | Нази Паикидзе (Грузия)                          |
| 2009 | Анталья (Турция)            | Панаяппан Сетхураман (Индия)           | Дейси Кори Тельо (Перу)                         |
| 2010 | Порто Каррас (Греция)       | Камиль Драгун (Польша)                 | Анастасия Зезюлькина (Белоруссия)               |
| 2011 | Калдас-Новас (Бразилия)     | Хорхе Кори Тельо (Перу)                | Анастасия Зезюлькина (Белоруссия)               |
| 2012 | Марибор (Словения)          | Юрий Елисеев (Россия)                  | Анна Стяжкина (Россия)                          |
| 2013 | Эль-Айн (ОАЭ)               | Мурали Картикеян (Индия)               | Гу Тяньлу (Китай)                               |
| 2014 | Дурбан (ЮАР)                | Алан Пичот (Аргентина)                 | Лаура Унук (Словения)                           |
| 2015 | Порто Каррас (Греция)       | Ровен Фогель (Германия)[1]             | Ставрула Цолакиду (Греция)[1]                   |
| 2016 | Ханты-Мансийск (Россия)     | Айк Мартиросян (Армения)[2]            | Ааканкша Хагаване (Аланкша Хагавене) (Индия)[2] |
| 2017 | Монтевидео (Уругвай)        | Андрей Есипенко (Россия)               | Энни Ван (США)                                  |
| 2018 | Халкидики (Греция)          | Шант Саргсян (Армения)                 | Анмари Митш (Германия)                          |
| 2019 | Мумбаи (Индия)              | Рудик Макарян (Россия)                 | Гарифуллина Лея (Россия)                        |

## Победители в категории до 14 лет

### Юноши
| Год  | Место проведения              | Юноши                        |
| ---- | ----------------------------- | ---------------------------- |
| 1979 | Виктория-де-Дуранго (Мексика) | Миролюб Лазич (Югославия)    |
| 1980 | Масатлан (Мексика)            | Хулио Гранда Суньига (Перу)  |
| 1981 | Халапа-Энрикес (Мексика)      | Саеед-Ахмед Саеед (ОАЭ)      |
| 1984 | Ломас-де-Самора (Аргентина)   | Люис Комас Фабрего (Испания) |

### Юноши и девушки
| Год  | Место проведения            | Юноши                                | Девушки                          |
| ---- | --------------------------- | ------------------------------------ | -------------------------------- |
| 1985 | Ломас-де-Самора (Аргентина) | Илья Гуревич (США)                   | Сандра Вильегас (Аргентина)      |
| 1986 | Сан Хуан (Пуэрто-Рико)      | Жоэль Лотье (Франция)                | София Полгар (Венгрия)           |
| 1987 | Сан Хуан (Пуэрто-Рико)      | Мирослав Маркович (Югославия)        | Кэти Хаслингер (Англия)          |
| 1988 | Тимишоара (Румыния)         | Эран Лисс (Израиль)                  | Теа Ланчава (СССР)               |
| 1989 | Агуадилья (Пуэрто-Рико)     | Веселин Топалов (Болгария)           | Анна Сегал (СССР)                |
| 1990 | Фон-дю-Лак (США)            | Юдит Полгар (Венгрия)                | Диана Дарчия (СССР)              |
| 1991 | Варшава (Польша)            | Марцин Каминьский (Польша)           | Корина Пептан (Румыния)          |
| 1992 | Дуйсбург (Германия)         | Юрий Тихонов (Белоруссия)            | Элина Даниелян (Армения)         |
| 1993 | Братислава (Словакия)       | Владимир Малахов (Россия)            | Рут Шелдон (Англия)              |
| 1994 | Сегед (Венгрия)             | Алик Гершон (Израиль)                | Дорота Иванюк (Польша)           |
| 1995 | Сан Лоренсу (Бразилия)      | Валериан Гаприндашвили (Грузия)      | Сюй Юаньюань (Китай)             |
| 1996 | Кала-Галдана (Менорка)      | Габриел Саркисян (Армения)           | Ван Юй (Китай)                   |
| 1997 | Канны (Франция)             | Сергей Григорьянц (Россия)           | Ана Матнадзе (Грузия)            |
| 1998 | Оропеса дель Мар (Испания)  | Бу Сянчжи (Китай)                    | Надежда Косинцева (Россия)       |
| 1999 | Оропеса дель Мар (Испания)  | Захар Ефименко (Украина)             | Чжао Сюэ (Китай)                 |
| 2000 | Оропеса дель Мар (Испания)  | Александр Арещенко (Украина)         | Хампи Конеру (Индия)             |
| 2001 | Оропеса дель Мар (Испания)  | Виктор Эрдёш (Венгрия)               | Саломе Мелия (Грузия)            |
| 2002 | Гераклион (Греция)          | Лука Ленич (Словения)                | Лаура Рогуле (Латвия)            |
| 2003 | Халкидики (Греция)          | Сергей Жигалко (Белоруссия)          | Валентина Гунина (Россия)        |
| 2004 | Гераклион (Греция)          | Ильдар Хайруллин (Россия)            | Харика Дронавалли (Индия)        |
| 2005 | Бельфор (Франция)           | Ле Куанг Льем (Вьетнам)              | Елена Таирова (Россия)           |
| 2006 | Батуми (Грузия)             | Васиф Дурарбейли (Азербайджан)       | Клаудия Кулон (Польша)           |
| 2007 | Кемер/Анталья (Турция)      | Санан Сюгиров (Россия)               | Нази Паикидзе (Грузия)           |
| 2008 | Вунгтау (Вьетнам)           | Видит Сантош Гуджрати (Индия)        | Рут Падмини (Индия)              |
| 2009 | Анталья (Турция)            | Хорхе Кори Тельо (Перу)              | Марсель Эфроимски (Израиль)      |
| 2010 | Порто Каррас (Греция)       | Кянан Иззет (Азербайджан)            | Динара Садуакасова (Казахстан)   |
| 2011 | Калдас-Новас (Бразилия)     | Кирилл Алексеенко (Россия)           | Александра Горячкина (Россия)    |
| 2012 | Марибор (Словения)          | Кейден Трофф (США)                   | Мугунда Махалакшми (Индия)       |
| 2013 | Эль-Айн (ОАЭ)               | Ли Ди (Китай)                        | Ставрула Цолакиду (Греция)       |
| 2014 | Дурбан (ЮАР)                | Лю Янь (Китай)                       | Чжоу Циюй (Канада)               |
| 2015 | Порто Каррас (Греция)       | Шамсиддин Вохидов (Узбекистан)[1]    | Р. Вайшали (Индия)[1]            |
| 2016 | Ханты-Мансийск (Россия)     | Семён Ломасов (Россия)[2]            | Чжу Цзиньэр (Китай)[2]           |
| 2017 | Монтевидео (Уругвай)        | Дамбасурен Батсурен (Монголия)       | Д. Джустина (Индия)              |
| 2018 | Халкидики (Греция)          | Педро Антонио Джинес Эстео (Испания) | Нин Кайю (Китай)                 |
| 2019 | Мумбаи (Индия)              | Айдын Сулейманлы (Азербайджан)       | Меруерт Камалиденова (Казахстан) |

## Победители в категории до 12 лет
| Год  | Место проведения                 | Мальчики                        | Девочки                      |
| ---- | -------------------------------- | ------------------------------- | ---------------------------- |
| 1986 | Сан Хуан (Пуэрто-Рико)           | Даршан Кумаран (Англия)         | Далинес Борхес (Пуэрто-Рико) |
| 1987 | Сан Хуан (Пуэрто-Рико)           | Хединн Стейнгримссон (Исландия) | Ивонн Кравец (США)           |
| 1988 | Тимишоара (Румыния)              | Юдит Полгар (Венгрия)           | Чжу Чэнь (Китай)             |
| 1989 | Агуадилья (Пуэрто-Рико)          | Марцин Каминьский (Польша)      | Диана Дарчия (СССР)          |
| 1990 | Фон-дю-Лак (США)                 | Борис Аврух (СССР)              | Корина Пептан (Румыния)      |
| 1991 | Варшава (Польша)                 | Рафаэл Лейтан (Бразилия)        | Далиа Блимке (Польша)        |
| 1992 | Дуйсбург (Германия)              | Георгий Бахтадзе (Грузия)       | Ивета Радзиевич (Польша)     |
| 1993 | Братислава (Словакия)            | Евгений Шапошников (Россия)     | Евгения Часовникова (Россия) |
| 1994 | Сегед (Венгрия)                  | Левон Аронян (Армения)          | Нгуен Тхи Зунг (Вьетнам)     |
| 1995 | Сан Лоренсу (Бразилия)           | Этьен Бакро (Франция)           | Виктория Чмилите (Литва)     |
| 1996 | Кала-Галдана (Менорка)           | Камиль Митонь (Польша)          | Александра Костенюк (Россия) |
| 1997 | Канны (Франция)                  | Александр Рязанцев (Россия)     | Чжао Сюэ (Китай)             |
| 1998 | Оропеса дель Мар (Испания)       | Теймур Раджабов (Азербайджан)   | Хампи Конеру (Индия)         |
| 1999 | Оропеса дель Мар (Испания)       | Ван Юэ (Китай)                  | Нана Дзагнидзе (Грузия)      |
| 2000 | Оропеса дель Мар (Испания)       | Дип Сенгупта (Индия)            | Атуша Пуркашян (Иран)        |
| 2001 | Оропеса дель Мар (Испания)       | Сергей Карякин (Украина)        | Шэнь Ян (Китай)              |
| 2002 | Гераклион (Греция)               | Ян Непомнящий (Россия)          | Тань Чжунъи (Китай)          |
| 2003 | Халкидики (Греция)               | Вэй Чэньпэн (Китай)             | Дин Исинь (Китай)            |
| 2004 | Гераклион (Греция)               | Чжао Нань (Китай)               | Клаудия Кулон (Польша)       |
| 2005 | Бельфор (Франция)                | Сринат Нараянан (Индия)         | Мери Арабидзе (Грузия)       |
| 2006 | Батуми (Грузия)                  | Роберт Агасарян (Армения)       | Мариам Данелия (Грузия)      |
| 2007 | Кемер/Анталья (Турция)           | Дэниэл Народицкий (США)         | Марсель Эфроимски (Израиль)  |
| 2008 | Вунгтау (Вьетнам)                | Саянтан Дас (Индия)             | Чжай Мо (Китай)              |
| 2009 | Анталья (Турция)                 | Бобби Чен (Австралия)           | Сара Хадем (Иран)            |
| 2010 | Порто Каррас (Греция)            | Вэй И (Китай)                   | Юлия Осьмак (Украина)        |
| 2011 | Калдас-Новас (Бразилия)          | Мурали Картикеян (Индия)        | Жансая Абдумалик (Казахстан) |
| 2012 | Марибор (Словения)               | Самуэл Севян (США)              | Рамешбабу Вайшали (Индия)    |
| 2013 | Эль-Айн (ОАЭ)                    | Арам Акопян (Армения)           | Шенсинь Чжао (Китай)         |
| 2014 | Дурбан (ЮАР)                     | Нгуен Ань Хой (Вьетнам)         | Дженнифер Юй (США)           |
| 2015 | Порто Каррас (Греция)            | Магомед Мурадлы (Азербайджан)   | Нургюль Салимова (Болгария)  |
| 2016 | Батуми (Грузия)                  | Никиль Кумар (США)              | Бибисара Асаубаева (Россия)  |
| 2017 | Посус-ди-Калдас (Бразилия)[4]    | Цай Винсент (США)               | Дивья Дешмукх (Индия)        |
| 2018 | Сантьяго-де-Компостела (Испания) | Гукеш Доммараджу (Индия)        | Савита Шри Б (Индия)         |
| 2019 | Вэйфан (Китай)                   | Чжоу Лиран (США)                | Галина Михеева (Россия)      |

## Победители в категории до 10 лет
| Год  | Место проведения                 | Мальчики                                   | Девочки                               |
| ---- | -------------------------------- | ------------------------------------------ | ------------------------------------- |
| 1986 | Сан Хуан (Пуэрто-Рико)           | Джеффри Сарвер (Канада)                    | Юлия Сарвер (Канада)                  |
| 1987 | Сан Хуан (Пуэрто-Рико)           | Джон Вилория (США)                         | Сьюзан Урминска (США)                 |
| 1988 | Тимишоара (Румыния)              | Хорхе Хасбун (Гондурас) Джон Вилория (США) | Корина Пептан (Румыния)               |
| 1989 | Агуадилья (Пуэрто-Рико)          | Ирвин Ирнанди (Индонезия)                  | Антоанета Стефанова (Болгария)        |
| 1990 | Фон-дю-Лак (США)                 | Науроз Фар Нур (США)                       | Эвелин Ромеро (Эквадор)               |
| 1991 | Варшава (Польша)                 | Адриен Леруа (Франция)                     | Кармен Войку (Румыния)                |
| 1992 | Дуйсбург (Германия)              | Люк Макшейн (Англия)                       | Парвана Исмаилова (Азербайджан)       |
| 1993 | Братислава (Словакия)            | Этьен Бакро (Франция)                      | Ана Матнадзе (Грузия)                 |
| 1994 | Сегед (Венгрия)                  | Сергей Грищенко (Россия)                   | Светлана Чередниченко (Украина)       |
| 1995 | Сан Лоренсу (Бразилия)           | Борис Грачёв (Россия)                      | Алина Моток (Румыния)                 |
| 1996 | Кала-Галдана (Менорка)           | Пентала Харикришна (Индия)                 | Мария Курсова (Россия)                |
| 1997 | Канны (Франция)                  | Джавад Алави (Иран)                        | Хампи Конеру (Индия)                  |
| 1998 | Оропеса дель Мар (Испания)       | Евгений Романов (Россия)                   | Вера Небольсина (Россия)              |
| 1999 | Оропеса дель Мар (Испания)       | Дмитрий Андрейкин (Россия)                 | Екатерина Лагно (Украина)             |
| 2000 | Оропеса дель Мар (Испания)       | Нгуен Нгок Чыонг Шон (Вьетнам)             | Тань Чжунъи (Китай)                   |
| 2001 | Оропеса дель Мар (Испания)       | Тамаш Фодор (Венгрия)                      | Тань Чжунъи (Китай)                   |
| 2002 | Гераклион (Греция)               | Эльтадж Сафарли (Азербайджан)              | Лара Шток (Хорватия)                  |
| 2003 | Халкидики (Греция)               | Санан Сюгиров (Россия)                     | Хоу Ифань (Китай)                     |
| 2004 | Гераклион (Греция)               | Юй Янъи (Китай)                            | Мери Арабидзе (Грузия)                |
| 2005 | Бельфор (Франция)                | Сахай Гровер (Индия)                       | Ван Цзюэ (Китай)                      |
| 2006 | Батуми (Грузия)                  | Кушик Гириш (Индия)                        | Чоллети Сахаясри (Индия)              |
| 2007 | Кемер/Анталья (Турция)           | Ван Тон Сень (Китай)                       | Анна Стяжкина (Россия)                |
| 2008 | Вунгтау (Вьетнам)                | Ян-Кшиштоф Дуда (Польша)                   | Александра Горячкина (Россия)         |
| 2009 | Анталья (Турция)                 | Бай Жиньши (Китай)                         | Гюнай Мамедзаде (Азербайджан)         |
| 2010 | Порто-Карас (Греция)             | Джейсон Цао (Канада)                       | Даваадемберел Номин-Ердене (Монголия) |
| 2011 | Калдас-Новас (Бразилия)          | Чжу И (Китай)[прояснить]                   | Александра Оболенцева (Россия)        |
| 2012 | Марибор (Словения)               | Нгуен Ань Хой (Вьетнам)                    | Нутакки Приянка (Индия)               |
| 2013 | Эль-Айн (ОАЭ)                    | Эвондер Лян (США)                          | Саина Салоника (Индия)                |
| 2014 | Дурбан (ЮАР)                     | Нихал Сарин (Индия)                        | Дивья Дешмукх (Индия)                 |
| 2015 | Порто-Карас (Греция)             | Рамешбабу Прагнанандха (Индия)[1]          | Ravi Rakshitta (Индия)[1]             |
| 2016 | Батуми (Грузия)                  | Илья Маковеев (Россия)                     | Рошель Ву (США)                       |
| 2017 | Посус-ди-Калдас (Бразилия)[4]    | Чжоу Лиран (США)                           | Вэй Яцин (Китай)                      |
| 2018 | Сантьяго-де-Компостела (Испания) | Цзинь Юэхэн (Китай)                        | Саманта Эдитсо (Индонезия)            |
| 2019 | Вэйфан (Китай)                   | Савва Ветохин (Россия)                     | Элис Ли (США)                         |

## Победители в категории до 8 лет
| Год  | Место проведения                 | Мальчики                           | Девочки                        |
| ---- | -------------------------------- | ---------------------------------- | ------------------------------ |
| 2006 | Батуми (Грузия)                  | Ченнамсетти Мохинееш (Индия)       | Ивана Мария Фуртадо (Индия)    |
| 2007 | Кемер/Анталья (Турция)           | Константин Савенков (Россия)       | Ивана Мария Фуртадо (Индия)    |
| 2008 | Вунгтау (Вьетнам)                | Чан Минь Тханг (Вьетнам)           | Жансая Абдумалик (Казахстан)   |
| 2009 | Анталья (Турция)                 | Арьян Голами (Иран)                | Чу Руотонг (Китай)             |
| 2010 | Порто Каррас (Греция)            | Абдулла Гадимбейли (Азербайджан)   | Ли Юнчан (Китай)               |
| 2011 | Калдас-Новас (Бразилия)          | Эвондер Лян (США)                  | Бибисара Асаубаева (Казахстан) |
| 2012 | Марибор (Словения)               | Нодирбек Абдусатторов (Узбекистан) | Мотахаре Асади (Иран)          |
| 2013 | Эль-Айн (ОАЭ)                    | Рамешбабу Прагнанандха (Индия)     | Хармони Чжу (Канада)           |
| 2014 | Дурбан (ЮАР)                     | Илья Маковеев (Россия)             | Мунхзул Даваахуу (Монголия)    |
| 2015 | Порто Каррас (Греция)            | Х. Бхарат Субраманиям (Индия)      | Нгуен Ле Кэм Хиен (Вьетнам)    |
| 2016 | Батуми (Грузия)                  | Шажелди Курбандурдев (Туркмения)   | Айша Закирова (Казахстан)      |
| 2017 | Посус-ди-Калдас (Бразилия)[4]    | Эмрикиан Арен (США)                | Альсеркаль Ровда Эсса (ОАЭ)    |
| 2018 | Сантьяго-де-Компостела (Испания) | Юврадж Ченнаредди (США)            | Чжао Юньцин (Китай)            |
| 2019 | Вэйфан (Китай)                   | Артём Лебедев (Россия)             | Юань Жилин (Китай)             |